# Pepi, Luci, Bom e le altre ragazze del mucchio
Pepi, Luci, Bom e le altre ragazze del mucchio (Pepi, Luci, Bom y otras chicas del montón) è un film del 1980, scritto e diretto da Pedro Almodóvar.

## Trama
Pepi è una ragazza medio borghese della Madrid post franchista che vive sola e mantenuta dalla sua famiglia. Scoperta dal suo dirimpettaio poliziotto, per delle piante di marijuana coltivate sul terrazzo, ella si offre sessualmente in cambio del silenzio.
Per il danno economico subito, in quanto intendeva vendere la propria verginità, Pepi progetta di vendicarsi ma il pestaggio del poliziotto non va come previsto, in quanto a farne le spese è il fratello gemello dell'uomo. Ella allora fraternizza in incognito con la moglie del poliziotto, Luci, una casalinga frustrata originaria della Murcia, presentandole Bom, una sedicenne rockettara trasgressiva e con la quale inizia una relazione omosessuale.
Luci per la giovane abbandona il tetto coniugale, in quanto ella può soddisfare la propria istanza di sottomissione, che il marito geloso le nega. Dopo una parentesi di situazioni grottesche che interessano i personaggi, il poliziotto raggiunge la consorte pestandola duramente: avendo ritrovato l'asprezza virile che tanto desiderava, Luci torna da lui abbandonando le ragazze, ormai pronte a cominciare una nuova vita insieme.

## Produzione
Prima regia ufficiale di Almodóvar, originariamente il cineasta iberico era intenzionato a redigere un fotoromanzo hardcore dalla sceneggiatura. Fu Carmen Maura a convincere l'artista spagnolo a trarne un lungometraggio.
La pellicola venne prodotta con i risparmi di tutta la troupe. Attori e tecnici presero parte gratuitamente alla lavorazione del film. Pepón Coromina finanziò la seconda parte delle riprese con 3 milioni di pesetas.

## Distribuzione
Presentato al Festival internazionale del cinema di San Sebastián, il lungometraggio uscì nelle sale spagnole il 27 ottobre del 1980.
Il film uscì in Italia nel circuito d'essai nei primi anni 'Novanta, sulla scia delle altre pellicole di successo del regista. È possibile recuperare il film grazie all'edizione home video.